# 16626 Тампер
16626 Тампер (16626 Thumper) — астероїд головного поясу, відкритий 20 квітня 1993 року.
Тіссеранів параметр щодо Юпітера — 3,285.